# 크리스티안 울멘
크리스티안 울멘(독일어: Christian Ulmen, 1975년 9월 22일~)은 독일의 방송인, 배우, 각본가, 프로듀서, 영화 감독이다.

## 작품 목록

### 영화
- 꼬마돼지 베이브의 대모험 (2017년)
- 지난 여름에 생긴 일 (2015년)
- 마초맨 (2015년)
- 고스트 헌터: 얼음 몬스터의 부활 (2015년) - 필/틸 역
- 러브 이즈 에브리싱 (2014년)
- 제리 코튼 (2010년)
- 멘 인 더 시티 (2009년)
- 마리아, 그는 그걸 좋아하지 않아 (2009년)
- 터프 이너프 (2006년)
- 내 남자 길들이기 (2006년) - 폴 브룬 역
- 소립자 (2006년) - 미셸 역
- 내 남자의 유통기한 (2005년) - 오토 역